# Cương thi tiên sinh
Cương Thi Tiên Sinh (tựa tiếng Anh: Mr. Vampire) là một bộ phim kinh dị hài Hồng Kông năm 1985 do Lưu Quán Vĩ đạo diễn và Hồng Kim Bảo sản xuất. Thành công phòng vé của bộ phim đã dẫn đến việc tạo ra một thương hiệu cương thi, với việc phát hành bốn phần tiếp theo của đạo diễn Lưu Quán Vĩ từ năm 1986 đến năm 1992, và sau đó là những bộ phim có chủ đề tương tự với các đạo diễn khác nhau được phát hành từ năm 1987 đến năm 1992, với Lâm Chánh Anh là diễn viên chính cho phần lớn trong loạt phim. Ma cà rồng của bộ phim dựa trên cương thi, xác chết nhảy của văn hóa dân gian Trung Quốc (tương tự như cả thây ma và ma cà rồng). Bộ phim được phát hành dưới tựa đề tiếng Trung 暫時停止呼吸 (nghĩa đen: Giữ hơi thở của bạn trong một khoảnh khắc) tại Đài Loan. Bộ phim là sự thành công đột phá của thể loại cương thi, một xu hướng phổ biến ở Hồng Kông trong những năm 1980, và trở nên phổ biến ở các nước Châu Á.

## Nội dung
Thời dân quốc, Cửu thúc (Lâm Chánh Anh) là một đạo sĩ Mao Sơn Tông nổi tiếng trong làng. Ông có hai người đồ đệ là anh chàng láu cá, giỏi võ Thu Sinh (Tiền Tiểu Hào) và anh chàng hậu đậu, ngốc nghếch Văn Tài (Hứa Quán Anh). Ngoài ra, ông còn một người sư đệ là đạo sĩ Bốn mắt (Trần Hữu) - một người "nuôi" cả đàn ma cương thi.
Một ngày nọ, Cửu thúc nhận một nhiệm vụ từ một doanh nhân giàu có, Nhậm lão gia (Hoàng Hà), để đưa người cha quá cố (Nguyên Hoa) của Nhậm lão gia ra khỏi mộ và chôn cất lại, với hi vọng rằng làm như vậy sẽ mang lại thịnh vượng hơn cho gia đình họ Nhậm. Cô con gái duy nhất của Nhậm lão gia, Đình Đình (Lý Thái Phụng) đi mua phấn son ở cửa hàng của dì Sinh. Sinh hiểu nhầm Đình Đình là gái lầu xanh nên buông lời xúc phạm khiến cô giận dữ.
Trong quá trình nâng quan tài, Cửu thúc phát hiện thi thể bên trong vẫn còn nguyên vẹn. Biết nó sắp trở thành cương thi, ông đã xin chuyển nó về nhà mình để tìm cách đối phó trong khi tìm một ngôi huyệt khác . Khi ở trong nhà, Sinh và Tài niêm phong quan tài bằng dây tẩm mực, nhưng không thành công, khiến cương thi bật dậy thoát ra ngoài. Cương thi đi thẳng đến nhà họ Nhậm và giết chết con trai mình một cách dã man trước khi bỏ trốn vào lúc bình minh.
Uy (Lâu Nam Quang), một thanh tra cảnh sát bất tài, anh họ của Đình Đình, đổ lỗi cho Cửu thúc đã giết Nhậm lão gia và bắt giữ ông. Cửu thúc đoán Nhậm lão gia cũng sẽ  hóa thành cương thi nên dặn Sinh mang đồ nghề đột nhập vào trại giam còn Tài đến nhà họ Nhậm bảo vệ Đình Đình. Quả nhiên, tối hôm đó Nhậm lão gia biến thành cương thi tấn công Uy và Sinh trước khi bị hai thầy trò Cửu thúc tiêu diệt. Uy lúc này mới tin lời Cửu thúc.
Cương thi một lần nữa xông vào nhà họ Nhậm, nhưng Cửu thúc và mọi người đã đến đuổi đánh cương thi đi. Tài bị móng cương thi đâm trúng, Cửu thúc nói Tài cũng có khả năng thành cương thi, ông bảo Sinh đi mua nhiều gạo nếp để Tài ăn. Trong lúc mua gạo, ông chủ tiệm (Ngọ Mã) đã lén trộn gạo dẻo vào gạo nếp mà Sinh không hề hay biết. Trên đường về nhà, Sinh bị một ma nữ tên Đổng Tiểu Ngọc (Vương Tiểu Phượng) quyến rũ. Mặc dù Sinh nghi ngờ, nhưng ma nữ Ngọc đã dùng phép thôi miên Sinh, và họ qua đêm với nhau. Cả hai nảy sinh tình yêu với nhau. Cương thi nhà họ Nhậm lúc này chạy lên một ngọn núi, trốn trong hang động.
Sáng hôm sau, Tài vì sợ Uy bắn mình nên cố gắng che giấu việc anh đang dần biến thành cương thi. Khi Sinh trở về, Cửu thúc sớm nhận ra tình trạng không bình thường của anh. Buổi tối, Cửu thúc lén theo Sinh đến chỗ ma nữ Ngọc. Ngọc làm Sinh hôn mê rồi biến thành gương mặt gớm ghiếc đánh nhau với Cửu thúc. Ngọc lại thôi miên Sinh để anh nhìn nhầm Cửu thúc là Uy đang cưỡng bức Ngọc và xông vào đánh nhau với sư phụ mình. Sau đó, Cửu thúc hóa giải được phép thuật còn Ngọc chạy thoát.
Tối hôm sau, Cửu thúc trói Sinh vào một cái ghế, ông chuẩn bị bắt và tiêu diệt Ngọc. Khi đó Ngọc thực sự xuất hiện. Tài biến thành cương thi và tấn công Sinh. Sinh kêu cứu nhưng Cửu thúc mải tấn công Ngọc ngoài sân nên không biết chuyện gì đang xảy ra trong nhà. Giữa lúc hỗn loạn, chính Ngọc đã cứu Sinh thoát khỏi Tài. Cửu thúc khống chế được Tài và bắt được Ngọc. Sinh xin sư phụ tha mạng cho Ngọc. Cửu thúc trách Ngọc là cô càng ở bên cạnh Sinh sẽ càng làm hại anh mà thôi. Ngọc đau khổ bay đi mất.
Cửu thúc tìm ra nguyên nhân Tài biến thành cương thi do ăn gạo nếp lẫn gạo dẻo và tìm cách chữa trị cho anh thành người trở lại. Uy đến báo tin rằng cương thi nhà họ Nhậm đã trở lại và đang đi giết người. Khi Cửu thúc rời đi để điều tra, cương thi giờ trong hình dạng quỷ dữ tấn công nhà Cửu thúc. Tài được Cửu thúc dặn đóng chặt hết cửa và dán bùa, nhưng anh quên mất còn cửa sổ trên nóc nhà. Cương thi xông vào nhà, tấn công Tài, Đình Đình và Uy. Cửu thúc và Sinh trở về khống chế cương thi. Đạo sĩ Bốn mắt và đàn cương thi của ông cũng tình cờ xuất hiện và xông vào giúp nhóm của Cửu thúc. Cuối cùng họ thiêu cháy cương thi, tiêu diệt nó.

## Diễn viên
- Lâm Chánh Anh trong vai Cửu thúc, đạo sĩ Mao Sơn Tông.
- Tiền Tiểu Hào trong vai Thu Sinh, học trò của Cửu thúc.
- Hứa Quán Anh trong vai Văn Tài, học trò của Cửu thúc.
- Lý Thái Phụng trong vai Đình Đình, con gái của Nhậm lão gia.
- Hoàng Hà trong vai Nhậm lão gia, một doanh nhân giàu có. Ông bị giết bởi cương thi nhưng sau đó sống lại trở thành cương thi như người cha quá cố của mình.
- Trần Hữu trong vai Đạo sĩ Bốn mắt, sư đệ của Cửu thúc. Ông sử dụng phép thuật để điều khiển đàn cương thi.
- Vương Tiểu Phượng trong vai Đổng Tiểu Ngọc, ma nữ quyến rũ Thu Sinh.
- Lâu Nam Quang trong vai Uy, thanh tra cảnh sát hèn nhát, anh họ của Đình Đình.
- Nguyên Hoa trong vai Cương thi nhà họ Nhậm
- Nguyên Bưu trong vai Cương thi của Bốn mắt
- Ngọ Mã trong vai Ông chủ tiệm gạo
- Điền Khải Văn trong vai Con trai ông chủ tiệm gạo
- Ca Li trong vai Người gác đêm

## Sản xuất

### Casting
Đạo diễn Ricky Lau muốn một cô gái có khuôn mặt tươi tắn mà mọi người không quen đóng vai con gái của ông Nhậm nên ông tránh chọn một nữ diễn viên nổi tiếng. Anh phát hiện vũ công Lý Thái Phụng tại một buổi biểu diễn, tiếp cận cô ấy và hỏi "Em có thích diễn xuất khi em phù hợp với vai diễn anh có không?"
Lâm Chánh Anh được Hồng Kim Bảo giới thiệu cho đạo diễn đóng vai trò chính. Đạo diễn đã nhìn thấy Lâm trước đây trong phim The Prodigal Son mà đạo diễn đã làm việc. Đạo diễn lưu ý trong một cuộc phỏng vấn rằng "Anh ấy có vẻ lạnh lùng nhưng thực ra anh ấy có một trái tim nhân hậu" đó là lý do tại sao anh ấy phù hợp với vai diễn này.
Đạo diễn vẫn chưa giải quyết cho nữ diễn viên đóng vai ma. Vai diễn cuối cùng thuộc về Vương Tiểu Phượng, người đã gây ấn tượng với Ricky Lau trong bộ phim trước đó của cô 'Người ở cuối'. Tiền Tiểu Hào được chọn vì anh biết Kung Fu và tất cả về các cảnh hành động. Đạo diễn lưu ý trong một cuộc phỏng vấn "ông nghiêm túc và không sử dụng diễn viên đóng thế".
Hồng Kim Bảo (nhà sản xuất) đã thuê Lâu Nam Quang để cung cấp thêm tình tiết hài cho phim.

### Kịch bản và ý tưởng
Theo nhà sản xuất Hồng Kim Bảo, ý tưởng cho Cương thi tiên sinh bắt nguồn từ những câu chuyện thời thơ ấu mà ông được nghe từ mẹ mình cũng là một nữ diễn viên. Một trong những nguồn cảm hứng chính cho bộ phim Cương thi tiên sinh đến từ một tập truyện siêu nhiên có tên Strange Stories from a Chinese Studio của nhà văn triều đại nhà Thanh Pu Songling. Cương thi tiên sinh dựa trên câu chuyện về một xác chết được hồi sinh. Kịch bản không được viết bởi Ricky Lau một mình. Nó được viết bởi nhiều tác giả kịch bản, bao gồm Roy Szeto (Chak Han), Wong Ying và Barry Wong (Ping-Yiu). Khi kịch bản kết thúc, Tăng Chí Vỹ đã xem xét nó. Hồng Kim Bảo cũng xem xét nó và đưa cho Lau một số ý tưởng.
Trong một cuộc phỏng vấn, đạo diễn đã đề cập "So với ngày nay, tình hình đã khác bởi vì bây giờ họ thường sử dụng ít thời gian hơn để hoàn thành kịch bản". Trong kịch bản gốc, ma nữ đã phải chết nhưng trong quá trình quay phim, Lau đã quyết định thay đổi kết thúc và giữ cho cô ấy sống để có thể lãng mạn hơn.
Đạo diễn và biên kịch chỉ sử dụng một mánh lới quảng cáo rẻ tiền một lần, khi họ làm cho một người đàn ông trong bộ đồ khỉ đột kém chất lượng đuổi theo các nhân vật xuống một ngọn núi.

### Quay phim và địa điểm
Việc quay phim kéo dài hơn năm tháng đến gần nửa năm. Trên phim trường, các diễn viên đôi khi sẽ bày những trò đùa, và nếu đạo diễn Ricky Lau thích chúng, anh sẽ giữ lại những cảnh đó trong phim. Cảnh tình yêu không chứa bạo lực phải mất hai tuần để hoàn thành, ngoài ba tuần quay nữa ở Đài Loan.
Đội ngũ sản xuất đã xây dựng một ngôi làng xuất hiện trong các cảnh mở đầu và kết thúc của bộ phim, trong khi một vài cảnh được quay ở một vị trí gần Đài Bắc vì họ thiếu một trường quay tốt về một con đường dài chạy ra xa, có thể được thực hiện bởi CGI trong thời gian gần đây. Cảnh một xác chết được tìm thấy được quay ở Đài Loan trên một bộ có vòm đá. Trong bộ đó, một con đường thực sự được xây dựng từ đá, và đã được tái sử dụng cho các bộ phim và phim truyền hình khác. Ở Hồng Kông, hầu hết các hãng phim không thể đủ khả năng cho một bộ đứng. Phải mất một tuần ở Đài Loan để thiết lập các bộ đã đề cập ở trên. Các xưởng phim Golden Harvest đã được sử dụng làm bối cảnh cho cảnh Cửu thúc đang ở trong tù.
Cảnh mà cơ thể đang được thở ra được quay ra khỏi Vùng lãnh thổ mới ở Hồng Kông. Bối cảnh đã được sử dụng trong các bộ phim như The Young Master và the end combat in The 36th Chamber of Shaolin. Cũng được quay ở Vùng lãnh thổ mới là cảnh cảnh sát đi tìm cương thi trong hang và cảnh một xác chết đang bị cháy.
Nhà sản xuất Hồng Kim Bảo đã đến thăm trường quay ít thường xuyên hơn để thúc đẩy một bầu không khí thoải mái vì anh nhận thấy rằng sự hiện diện của anh có thể khiến các diễn viên và đoàn làm phim lo lắng. Hồng đảm nhận vai diễn trong phim và giao Cương Thi Tiên Sinh cho đạo diễn Ricky Lau.
Một con rắn thật đã được sử dụng trong cảnh cho thấy một con bị cắt, và sau đó được sử dụng để nấu súp rắn. Điều này là do đội sản xuất không thể mua được một con rắn giả. Đây cũng là trường hợp cần thiết trong máu của một con gà và cổ họng của nó bị cắt và một cái bát được giữ dưới cổ để lấy máu.
Cương thi tiên sinh lấy bối cảnh Dân quốc, có thể thấy từ các biểu tượng mũ năm sao trên đồng phục "hiện đại", nhưng trang phục của cương thi thuộc về triều đại trước, triều đại nhà Thanh, trái ngược với ghi chú của một nhà bình luận. Điều kỳ lạ là trong một cảnh sau khi Thu Sinh tỉnh dậy, Đình Đình có một bông hoa trắng trên tóc, biểu thị cho buổi sáng nhưng đó là thời gian ban đêm trong phim.
Các cảnh hành động trong phim được thiết kế bởi cả đạo diễn và Chiny-Ying, người cũng là một đạo diễn hành động. Không có nhiều thời gian để đạo diễn và diễn viên ngủ. Đạo diễn và diễn viên đã có 2 ca (12 giờ mỗi ca). Ca làm việc ban ngày là từ bảy giờ sáng đến bảy giờ tối. Ca đêm là từ bảy giờ tối làm việc đến bảy giờ sáng và nhiều diễn viên không thực sự ngủ trong hai tuần.
Trong quá trình quay phim vào những tháng hè cực kỳ nóng bức, Nguyên Hoa đau khổ vì anh không được phép gỡ nhựa ra khỏi mặt. Sau vài giờ ngồi trên ghế trang điểm, anh sẽ dành cả ngày làm việc không thể di chuyển, nói chuyện hay ăn uống đúng cách. Trớ trêu thay, Ricky Lau đã cắt bỏ nhiều cảnh quay của Hoa khỏi bộ phim đã hoàn thành, vì anh cảm thấy rằng quá nhiều cương thi nhảy sẽ làm chậm tốc độ.
Gần cuối buổi quay, Cương thi tiên sinh, các diễn viên và đoàn làm phim đã chịu áp lực phải làm việc nhanh hơn, vì buổi chiếu phim sắp đến gần.
Lý Thái Phụng nhớ lại buổi chụp hình Cương thi tiên sinh như một trải nghiệm thú vị. Lâm Chánh Anh luôn trông nghiêm túc trong suốt quá trình quay phim. Anh ấy rất tận tâm và chuyên nghiệp, mặc dù bạn bè đã mang đến sự hài hước.
Từ lâu đã có tin đồn rằng Hồng đã tự mình chỉ đạo Cương thi tiên sinh một cách hiệu quả với Ricky Lau thiếu kinh nghiệm làm trợ lý. Hồng luôn phủ nhận câu chuyện và Tiền Tiểu Hào đã xác nhận Ricky Lau là đạo diễn thực sự của Cương thi tiên sinh.

### Những pha nguy hiểm
Tại các phần khác nhau của bộ phim, dây được sử dụng. Các nhân viên sản xuất đã phải chăm sóc các dây. Để đảm bảo chúng không hiển thị trên màn hình, chúng sẽ phun các dây có cùng màu với nền đã đặt. Nếu dây được hiển thị, họ sẽ phải mang nó ra nước ngoài để chỉnh sửa vì đồ họa không phổ biến tại thời điểm đó. Tuy nhiên, không có dây nào được sử dụng trong cảnh diễn viên Tiền Tiểu Hào thực hiện một cú lật ngược lên cửa.
Đạo diễn hành động Nguyên Hoa đóng thế thành cương thi cho một số cảnh nhào lộn, như cảnh cuối mô tả cương thi bị cháy (ngọn lửa và dầu là có thật).

### Âm nhạc
Hầu hết các bản nhạc trong Cương thi tiên sinh ma quái và hài hước đã được chủ yếu được cung cấp bởi Anders Nelsson ' công ty sản xuất âm nhạc của The Melody Bank. Bài hát chủ đề của Jade, Gwai San Noeng (Cô dâu ma), được trình diễn bởi Dàn hợp xướng Jie'er (兒). Âm nhạc được viết bởi Lee On-Tat và lời bài hát được viết bởi Cheng Kwok-Kong.

### Ngân sách
Cương thi tiên sinh ban đầu được cấp ngân sách 4,5 triệu đô la Hồng Kông, nhưng sau nửa quá trình sản xuất, nó đã cạn kiệt. Đạo diễn sau đó đã phải xin thêm tiền và được tặng thêm 1 triệu HKD để hoàn thành bộ phim. Sau một tuần, tiền cũng đã tiêu hết. Khi bộ phim cuối cùng đã hoàn thành, nó có giá 8,5 triệu đô la Hồng Kông. Hồng Kim Bảo ước tính bộ phim sẽ tiêu tốn khoản lỗ từ 2 đến 3 triệu HKD cho Golden Harvest

## Giải thưởng
Cương thi tiên sinh được đề cử mười ba giải thưởng, trong đó có hai giải Nam diễn viên phụ xuất sắc nhất (Lâu Nam Quang và Lâm Chánh Anh). Trong số mười ba đề cử, bộ phim chỉ nhận được một giải thưởng cho kịch bản gốc hay nhất. 
| Giải thưởng                              | Giải thưởng                     | Giải thưởng                             | Giải thưởng |
| Giải thưởng                              | thể loại                        | Tên                                     | Kết quả     |
| ---------------------------------------- | ------------------------------- | --------------------------------------- | ----------- |
| Giải thưởng điện ảnh Hồng Kông lần thứ 5 | Bộ phim hay nhất                | Cương thi tiên sinh                     | Đề cử       |
| Giải thưởng điện ảnh Hồng Kông lần thứ 5 | Kịch bản gốc hay nhất           | Lo Ta-yu                                | Đề cử       |
| Giải thưởng điện ảnh Hồng Kông lần thứ 5 | Đạo diễn xuất sắc nhất          | Ricky Lau                               | Đề cử       |
| Giải thưởng điện ảnh Hồng Kông lần thứ 5 | Kịch bản hay nhất               | Wong Ying, Barry Wong, Sze-to Cheuk-hon | Đề cử       |
| Giải thưởng điện ảnh Hồng Kông lần thứ 5 | Nam diễn viên phụ xuất sắc nhất | Lâu Nam Quang                           | Đề cử       |
| Giải thưởng điện ảnh Hồng Kông lần thứ 5 | Nam diễn viên phụ xuất sắc nhất | Lâm Chánh Anh                           | Đề cử       |
| Giải thưởng điện ảnh Hồng Kông lần thứ 5 | Trình diễn mới xuất sắc nhất    | Lâu Nam Quang                           | Đề cử       |
| Giải thưởng điện ảnh Hồng Kông lần thứ 5 | Quay phim tốt nhất              | Peter Ngor                              | Đề cử       |
| Giải thưởng điện ảnh Hồng Kông lần thứ 5 | Chỉnh sửa phim hay nhất         | Peter Cheung                            | Đề cử       |
| Giải thưởng điện ảnh Hồng Kông lần thứ 5 | Chỉ đạo nghệ thuật tốt nhất     | Lâm Sai-lok                             | Đề cử       |
| Giải thưởng điện ảnh Hồng Kông lần thứ 5 | Hướng hành động tốt nhất        | Đội đóng thế Hồng Kim Bảo               | Đề cử       |
| Giải thưởng điện ảnh Hồng Kông lần thứ 5 | Điểm phim gốc hay nhất          | Ngân hàng Melody                        | Thắng       |
| Giải thưởng điện ảnh Hồng Kông lần thứ 5 | Bài hát phim gốc hay nhất       | 鬼 新娘                                 | Đề cử       |

## Văn Phong
Mr chạy trong các rạp chiếu phim từ ngày 7 tháng 11 năm 1985 đến ngày 4 tháng 12 năm 1985  và thu về tổng cộng 20.092.129 đô la Hồng Kông. Đây cũng là năm mà các bộ phim của Sammo Hung và Thành Long có mặt tại phòng vé, với Ngôi sao may mắn của tôi, Câu chuyện cảnh sát và Trái tim rồng đều vượt xa ' thành tích đáng kể ' ông Vampire.
Cương thi tiên sinh được tặng một buổi chiếu nửa đêm tại Grand Ocean (Hồng Kông). Đạo diễn đã rất lo lắng về sự thành công của bộ phim này cũng như sự nghiệp đạo diễn của anh ấy, anh ấy đã đứng ngoài cuộc trong buổi chiếu, chào khách cho đến khi nghe khán giả bắt đầu cười.

## Phân phối và phân loại
Sino Cine Co Ltd đã mua bản quyền phân phối của Anh cho Cương thi tiên sinh và BBFC đã phân loại phim là " 15 " mà không bị cắt giảm và sau đó nó được phát hành vào tháng 3 năm 1986. Năm sau, Rạp chiếu phim Khu phố Tàu đã mua bản quyền phân phối của Úc và bộ phim được phân loại ' M ' (trưởng thành không có ai dưới 15 tuổi) được phân loại vào ngày 1 tháng 1 năm 1986 
Ở Canada, Hội đồng phân loại phim Manitoba đã phân loại phim thành 14 cho Liên hoan phim, Hội đồng đánh giá phim Ontario đã phân loại Cương thi tiên sinh ngày 1 tháng 4 năm 1986 là Bị hạn chế (từ 18 tuổi trở lên)  và Régie du cinéma du Québec là phân loại 1986 là 14 và sau đó phân loại lại ngày 9 tháng 9 năm 2004 là Visa général (Xếp hạng chung, mọi lứa tuổi) 
Ở Singapore, bộ phim đã được cắt và phân loại là PG và sau đó được phân loại lại thành NC16 (Không phù hợp với trẻ em dưới 16 tuổi) 

## Tiếp nhận
Cương thi tiên sinh được đón nhận ở Đài Loan, Đông Nam Á và đặc biệt là Nhật Bản, nơi nó truyền cảm hứng cho cơn sốt ma cà rồng với đồ chơi và rất nhiều hàng hóa khác có ma cà rồng trên đó.
Bộ phim được giới thiệu như là một phần của mùa phim Câu chuyện ma Trung Quốc của Kênh 4 vào năm 1990 do Johnathan Ross giới thiệu được phát cùng với một số bộ phim tương tự trong thể loại này bao gồm Encounters of the Spooky Kind, Zu Warriors from the Magic Mountain, Esprit d'amour, Spiritual Tình yêu và Rouge.
Trong một bài bình luận DVD về ông Vampire, Bey Logan cho biết "Cương thi tiên sinh là hiệu ứng hình ảnh rất cơ bản và chỉ thực sự là sự khởi đầu của hiệu ứng hình ảnh trong quá trình làm phim ở Hồng Kông." 
LoveHKFilm mô tả nó là "hoàn toàn có thể là mục chính trong thể loại hài kinh dị nổi tiếng của HK" và "một bộ phim vui nhộn giới thiệu Lâm Chánh Anh một cách tốt nhất." 
Bản nhạc tiếng Anh dành cho Cương thi tiên sinh có chất lượng thấp, tái hiện các nhân vật với giọng trung nhạt nhẽo của Mỹ. Các hiệu ứng âm thanh không đầy đủ, tiếng bước chân dồn dập được thêm vào như một hiệu ứng mất tập trung. Phiên bản này của bộ phim không được lưu hành rộng rãi.
Cương thi tiên sinh đã thực hiện "100 bộ phim phải xem Hồng Kông" của Lưu trữ phim Hồng Kông ở số 77.

## Quay ra khỏi phương tiện truyền thông

### Phiên bản tiếng Anh
Golden Harvest đã cố gắng tạo ra một phiên bản tiếng Anh của Cương thi tiên sinh với tựa đề Thợ săn quỷ. Bộ phim được sản xuất bởi David Chan. Tuy nhiên, nhóm không thể khiến Lâm Chánh Anh tiếp tục đảm nhận vai diễn của mình vì phần sau bận rộn với một bộ phim khác ở nước ngoài. Nguyen Hoa, người làm việc trên ma cà rồng Mr. ban đầu, đã thay thế Lam và xử lý các cảnh hành động. Diễn viên người Mỹ Jack Scalia, người đóng trong bộ phim truyền hình Dallas năm 1978, cũng được tuyển vào dàn diễn viên.
Ban đầu Tanya Roberts từ Charlie Angels và Sheena: Queen of the Jungle đã được chọn nhưng nó không thành công nên cô được thay thế bởi Michelle Phillips, một ca sĩ từ nhóm vocal The Mamas & the Papas. Tất cả họ đã bay ra Hồng Kông để bắt đầu quay phim tại Golden Harvest. Sau vài tuần quay phim đã bị bỏ rơi vì Yuen Wah không thể nói tiếng Anh tốt. Raymond Chow rút phích cắm, nói rằng "chúng tôi đã bắt đầu nhưng chúng tôi không cần kết thúc". Các cảnh quay của Thợ săn quỷ vẫn còn tồn tại và được lưu giữ trong kho lưu trữ của Golden Harvest.
Kể từ phiên bản tiếng Anh thất bại của công ty của Dương Tử Quỳnh Han Entertainment, đang lên kế hoạch thực hiện một bộ phim tương tự.

### Phần tiếp theo
Thành công cao vào thời điểm đó, cả ở Hồng Kông và là một bộ phim đình đám với những người đam mê điện ảnh Hồng Kông, Nó truyền cảm hứng cho nhiều phim nhại và phim tôn kính. Bộ phim đã ra hình tượng nhân vật của Lâm Chánh Anh, nhà trừ tà đạo không bị ràng buộc, người mà anh sẽ thể hiện không chỉ trong các phần tiếp theo của Cương thi tiên sinh, mà còn trong nhiều bộ phim khác, kể cả những bộ phim không liên quan.
Phần tiếp theo của Cương thi tiên sinh bao gồm Cương thi tiên sinh 2, Cương thi tiên sinh 3 và Cương thi tiên sinh 4. Tuy nhiên, hầu hết không liên quan đến bộ phim Cương thi tiên sinh đầu tiên, thay vào đó chỉ đơn giản là được đặt theo cùng một chủ đề. Thực tế chỉ có một phần tiếp theo kinh điển, Cương thi tiên sinh năm 1992 của Ricky Lau. Sự nhầm lẫn liên quan đến các phần tiếp theo đã được kết hợp không chỉ bởi tên của các bộ phim mà còn bởi thực tế là các bộ phim chia sẻ một số diễn viên, mặc dù thường được làm lại trong các vai trò khác nhau. Ngoài ra còn có các bộ phim khác thuộc thể loại ma cà rồng Trung Quốc với sự tham gia của Lâm Chánh Anh, như Encounters of the Spooky Kind II (1990) và Magic Cop (1990), hoặc do chính Lam đạo diễn, như Vampire vs Vampire (1989), Tất cả đều tách biệt với nhượng quyền thương hiệu Mr. Vampire. Ngoài ra, Lâm sử dụng tên thật của mình cho nhân vật của mình trong một số bộ phim anh đóng.
Một bộ phim truyền hình có liên quan có tựa đề Vampire Expert (殭屍 道) với sự tham gia của Lâm Chánh Anh được phát sóng từ năm 1996 đến 1997. Tuy nhiên, trong quá trình quay phần ba, Lâm bị ung thư gan và chết trước khi dự án hoàn thành. Phần đầu tiên của My Date with a Vampire, một bộ phim truyền hình do ATV sản xuất, được dành riêng cho Lâm, và câu chuyện dựa trên các sự kiện trong tương lai trong Vampire Expert.

### Sân khấu kịch
Cương thi tiên sinh đã được chuyển thể thành một vở kịch sân khấu và được biểu diễn tại Nhà hát Studio của Trung tâm Văn hóa ở Hồng Kông từ ngày 29 đến 31 tháng 10 năm 2010 như một phần của chủ đề Halloween và Liên hoan Nghệ thuật Tầm nhìn Mới. Tang Lok-yin là giám đốc âm nhạc / nhà soạn nhạc cho vở kịch này với Pun Siu-fai là biên đạo múa.
Cảm hứng cho vở kịch này là của các đạo diễn âm nhạc trong một cuộc phỏng vấn, anh nói rằng khi còn nhỏ, anh xem rất nhiều phim của Lâm Chánh Anh cùng với em trai mình. Cô cũng đề cập đến Lâm đã đóng vai một linh mục Đạo giáo trong sê-ri Mr. Vampire và đó là nguồn cảm hứng đằng sau nhà hát khiêu vũ âm nhạc đương đại của đạo diễn. Cô ấy cũng nói rằng cô ấy bị buộc phải xem phim vì bố mẹ cô ấy là những người hâm mộ lớn.
Trên sân khấu được trang trí với sáu chiếc quan tài và một mặt trăng lớn trên đỉnh, Cương thi tiên sinh bắt đầu bằng vụ tự tử của một người phụ nữ đau buồn. Vở kịch cho khán giả thấy sự hiểu biết phổ biến về khí (hơi thở) và hậu quả huyền thoại nếu nó không rời khỏi cơ thể của một người chết trong mối hận thù, vở kịch sau đó miêu tả tình yêu và ghét với việc sử dụng các vũ công động vật xen kẽ giữa hôn và cắn lẫn nhau. Chương trình sau đó biến thành một màn trình diễn tương tự như các video âm nhạc của Michael Jackson Thriller và Beat It trước khi biến thành cơn thịnh nộ của những sinh vật hận thù.

### Trò chơi điện tử
Ô được chuyển thể thành một trò chơi video của Nhật Bản có tên Reigen Doushi  (霊幻道士) nó được xuất bản bởi Pony Canyon và một số cảnh trong trò chơi được lấy từ bộ phim. Trò chơi video được phát hành trên Hệ thống giải trí Nintendo tại Nhật Bản ngày 16 tháng 9 năm 1988 và tại Hoa Kỳ ngày 1 tháng 4 năm 1990 với tựa đề Phantom Fighter của nhà phát hành FCI Inc và Nhà phát triển Marionette.

### Hàng hóa
Một số trò chơi trên bảng của Nhật Bản liên quan đến Cương thi tiên sinh được phát hành tại Nhật Bản.

## Chiếu
Cương thi tiên sinh được sàng lọc nhiều lần kể từ khi sàng lọc phát hành bao gồm:
- Lưu trữ phim Hồng Kông (3 tháng 11 năm 2012) [27][28]
- Broadway Cinematheque (11 tháng 11 năm 2012)
- Liên hoan phim quốc tế Tokyo (20 tháng 10 năm 2012) [29]
- Đại học Bath [30]
- Đại học Chicago [31]

## Phương tiện truyền thông gia đình

### VHS
| Ngày phát hành </br> | Quốc gia </br> | Phân loại </br> | Nhà xuất bản </br>                | định dạng </br> | Ngôn ngữ                     | Phụ đề    | Ghi chú </br> | REF    |
| -------------------- | -------------- | --------------- | --------------------------------- | --------------- | ---------------------------- | --------- | ------------- | ------ |
| không xác định       | Hoa Kỳ         | không xác định  | Kết hợp âm thanh và video Rainbow | NTSC            | Quảng Đông                   | Tiếng Anh |               | [ 32 ] |
| 21 tháng 9 năm 1988  | Nhật Bản       | không xác định  | Video Pony                        | NTSC            | Nhật Bản (Được mệnh danh là) | không ai  |               | [ 33 ] |
| 19 tháng 6 năm 1998  | Hoa Kỳ         | không xác định  | Giải trí Tai Seng                 | NTSC            | Quảng Đông                   | Tiếng Anh |               | [ 34 ] |
| 19 tháng 10 năm 1999 | Pháp           | không xác định  | Video HK                          | NTSC            | Quảng Đông                   | Tiếng Anh |               | [ 35 ] |
| 24 tháng 1 năm 2000  | Vương quốc Anh | 15              | Sản xuất tại Hồng Kông            | PAL             | Quảng Đông                   | Tiếng Anh |               | [ 36 ] |

### Laserdisc
| Ngày phát hành </br> | Quốc gia </br> | Phân loại </br> | Nhà xuất bản </br>     | Danh mục số </br> | định dạng </br> | Ngôn ngữ   | Phụ đề     | Ghi chú </br>   | REF    |
| -------------------- | -------------- | --------------- | ---------------------- | ----------------- | --------------- | ---------- | ---------- | --------------- | ------ |
| 1988                 | Nhật Bản       | Không có        | Pony Video LaserVision | G88F0112          | CLV / NTSC      | Quảng Đông | tiếng Nhật | Âm thanh đơn âm | [ 37 ] |

### VCD
| Ngày phát hành </br>     | Quốc gia </br> | Phân loại </br> | Nhà xuất bản </br>                    | định dạng </br> | Ngôn ngữ   | Phụ đề                                   | Ghi chú </br>                 | REF    |
| ------------------------ | -------------- | --------------- | ------------------------------------- | --------------- | ---------- | ---------------------------------------- | ----------------------------- | ------ |
| không xác định           | Hồng Kông      | Không có        | Megastar (HK)                         | NTSC            | Quảng Đông | Tiếng Anh, tiếng trung                   | 2VCD                          | [ 38 ] |
| không xác định           | Hồng Kông      | Không có        | Deltamac (HK)                         | NTSC            | Quảng Đông | Tiếng Anh, tiếng trung quốc truyền thống | 2VCD                          | [ 39 ] |
| Ngày 5 tháng 12 năm 2003 | Trung Quốc     | Không có        | Jiang Xi Wen Hua Yin Xiang Chu Ban Cô | NTSC            | Quan thoại | Tiếng Anh, tiếng trung quốc truyền thống | 2VCD                          | [ 40 ] |
| Ngày 7 tháng 10 năm 2005 | Đài Loan       | Không có        | Xin Sheng Đại (TW)                    | NTSC            | Quan thoại | Truyền thống Trung Quốc                  | 2VCD                          | [ 41 ] |
| 25 tháng 2 năm 2009      | Hồng Kông      | Không có        | Bán hàng niềm vui (HK)                | NTSC            | Quảng Đông | Tiếng Anh, tiếng trung quốc truyền thống | 2VCD được làm lại kỹ thuật số | [ 42 ] |

| Release date              | Country                | Classifaction | Publisher                          | Format | Region | Language                     | Sound                                   | Subtitles                                        | Notes                         | REF           |
| ------------------------- | ---------------------- | ------------- | ---------------------------------- | ------ | ------ | ---------------------------- | --------------------------------------- | ------------------------------------------------ | ----------------------------- | ------------- |
| Unknown                   | Hong Kong              | N/A           | Deltamac (HK)                      | NTSC   | ALL    | Cantonese, Mandarin (Dubbed) | Dolby Digital 2.0                       | English, Traditional Chinese, Simplified Chinese |                               | [ 43 ]        |
| 2001                      | Hong Kong              | N/A           | Mega Star                          | NTSC   | ALL    | Cantonese, Mandarin (Dubbed) | Dolby Digital 5.1                       | Cantonese, English, Thai, Vietnamese, Spanish    |                               | [ 44 ]        |
| ngày 22 tháng 4 năm 2002  | United Kingdom         | 15            | Hong Kong Legends                  | PAL    | 2      | Cantonese, English (Dubbed)  | Dolby Digital 5.1                       | English                                          | Digitally Re-mastered         | [ 45 ]        |
| ngày 19 tháng 2 năm 2004  | France                 | N/A           | HK Video                           | PAL    | 2      | Cantonese                    | Dolby Digital                           | French                                           | Box-set                       | [ 46 ]        |
| ngày 7 tháng 9 năm 2004   | United States          | PG-13         | 20th Century Fox                   | NTSC   | 1      | Cantonese, English (Dubbed)  | Dolby Digital 5.1                       | English                                          | Digitally Re-mastered         | [ 47 ]        |
| ngày 26 tháng 6 năm 2005  | Hong Kong              | N/A           | Joy Sales (HK)                     | NTSC   | ALL    | Cantonese, Mandarin (Dubbed) | Dolby Digital 5.1, DTS Digital Surround | English, Traditional Chinese, Simplified Chinese | Digitally Re-mastered         | [ 48 ]        |
| ngày 5 tháng 12 năm 2007  | Australia/ New Zealand | M             | Magna Pacific                      | PAL    | 4      | Cantonese, English (Dubbed)  | Dolby Digital 5.1                       | English                                          | Digitally Re-mastered         | [ 49 ]        |
| ngày 11 tháng 10 năm 2007 | Japan                  | N/A           | Universal Pictures Japan           | NTSC   | 2      | Cantonese, Japanese (Dubbed) | Dolby Digital Mono                      | Japanese                                         | Digitally Re-mastered Box-set | [ 50 ] [ 51 ] |
| ngày 8 tháng 7 năm 2011   | Japan                  | N/A           | Paramount Home Entertainment Japan | NTSC   | 2      | Cantonese                    | Dolby Digital                           | Japanese                                         | Digitally Re-mastered         | [ 52 ]        |
| ngày 23 tháng 11 năm 2011 | United States          | PG-13         | 20th Century Fox                   | NTSC   | 1      | Cantonese, English (Dubbed)  | Dolby Digital 5.1, DTS Digital Surround | English                                          | Digitally Re-mastered         | [ 53 ]        |
| ngày 15 tháng 10 năm 2012 | United Kingdom         | 15            | Cine-Asia                          | PAL    | 2      | Cantonese, English (Dubbed)  | Dolby Digital 5.1                       | English                                          | Digitally Re-mastered         | [ 54 ]        |
| ngày 21 tháng 12 năm 2012 | Japan                  | N/A           | Paramount Home Entertainment Japan | NTSC   | 2      | Cantonese, Japanese          | Dolby Digital                           | Japanese                                         | Digitally Re-mastered         | [ 55 ]        |

### Blu-ray
| Ngày phát hành </br> | Quốc gia </br> | Phân loại </br> | Nhà xuất bản </br>                    | định dạng </br> | Khu vực </br> | Ngôn ngữ </br>       | Âm thanh </br> | Phụ đề </br> | Ghi chú </br>       | REF    |
| -------------------- | -------------- | --------------- | ------------------------------------- | --------------- | ------------- | -------------------- | -------------- | ------------ | ------------------- | ------ |
| 21 tháng 12 năm 2012 | Nhật Bản       | Không có        | Giải trí gia đình Paramount, Nhật Bản | NTSC            | Một           | Quảng Đông, Nhật Bản |                | tiếng Nhật   | Làm chủ kỹ thuật số | [ 56 ] |

### Trực tuyến
Ông Vampire trước đây đã có mặt trên Netflix và Sky Player (nay là Sky Go).
- Hài kịch zombie
- Phim zombie